# ارام‌اس کارونیا (۱۹۰۴)
RMS Caronia یک کشتی اقیانوس اطلس بخار فراآتلانتیک لاین Cunard بود. او در سال ۱۹۰۴ راه اندازی شد و در سال ۱۹۳۲ از بین رفت. در جنگ جهانی اول او ابتدا یک رزمناو تجاری مسلح (AMC) و سپس یک کشتی نظامی بود.
آرام‌اس Carmania was launched in 1905 as her sister ship, although the two had different machinery. When new, the pair were the largest ships in the Cunard fleet.

## ساختمان
John Brown &amp; Company of Clydebank Caronia را در ۱۳ ژوئیه ۱۹۰۴ راه اندازی کرد و در فوریه ۱۹۰۵ آن را تکمیل کرد. او تنها کشتی در ناوگان کانارد بود که به نام یک آمریکایی نامگذاری شد و به نام کارو براون، نوه مأمور نیویورکی کانارد نامگذاری شد.
کارونیا توسط موتورهای انبساط چهارگانه به پیش می‌رفت. کارمانیا دارای توربین‌های بخار بود و ثابت کرد که از بین این دو مقرون به صرفه تر است.
گنجایش او ۴۶٬۲۸۰ فوت مکعب (۱٬۳۱۱ متر مکعب) بود فضای بار یخچال دار.

## سرویس
کارونیا در ۲۵ فوریه ۱۹۰۵ لیورپول را در اولین سفر خود به نیویورک ترک کرد. یک سفر دریایی موفق در سال ۱۹۰۶ از نیویورک به دریای مدیترانه منجر به استفاده مکرر از Caronia برای سفرهای دریایی شد.
در ۱۴ آوریل ۱۹۱۲، Caronia اولین هشدار یخ را در ساعت ۰۹:۰۰ به RMS تایتانیک ارسال کرد که در آن از «برگ‌ها، غرغرها و یخ‌های مزرعه» خبر می‌داد.
در سال ۱۹۱۴ کانارد برای مدت کوتاهی Caronia را در خدمت بوستون قرار داد. در آغاز جنگ جهانی اول، دریاسالاری از او خواست تا یک رزمناو تجاری مسلح شود. او در خارج از نیویورک در گشت زنی قاچاق مستقر شده بود. او از سال ۱۹۱۶ تا پس از آتش‌بس در ۱۱ نوامبر ۱۹۱۸ یک کشتی نظامی بود. آخرین وظایف او بازگرداندن سربازان کانادایی در سال 1919. او پس از جنگ به مسابقات لیورپول - نیویورک بازگشت.
در سال ۱۹۲۰ کارونیا به جای زغال سنگ به نفت سوزی تبدیل شد.
پس از بازگشت به خدمت، او در تعدادی مسیر مختلف قایقرانی کرد، از جمله:
- لیورپول - نیویورک / بوستون
- لندن – نیویورک
- هامبورگ – نیویورک (۱۹۲۲)
- لیورپول - کبک (۱۹۲۴)
- نیویورک – هاوانا

در سال ۱۹۳۱ کانارد کارونیا را گذاشت و سپس او را به قیمت ۲۰۰۰۰ پوند به هیوز بولکو و شرکت برای قراضه فروخت. در سال ۱۹۳۲ هیوز بولکوو او را به مبلغ ۳۹۰۰۰ پوند به کوبه کایون KK فروخت که نام او را به Taiseiyo Maru ("کشتی بزرگ اقیانوس" تغییر داد. کوبی کایون او را به اوزاکا فرستاد، جایی که کار تخریب در ۲۸ مارس ۱۹۳۳ آغاز شد.

## کتابشناسی - فهرست کتب
- [نیازمند شفاف‌سازی]
- Bonsor, NRP (1955). North Atlantic Seaway.
- Wills, Elspeth (2010). The Fleet 1840–2010. London: Cunard. ISBN 978-0-9542451-8-4.Osborne, Richard; Spong, Harry & Grover, Tom (2007). Armed Merchant Cruisers 1878–1945. Windsor: World Warship Society. ISBN 978-0-9543310-8-5.